# Premio Ibrahim
Il premio Mo Ibrahim (la cui denominazione ufficiale è «premio per il successo nella leadership in Africa»), è assegnato dalla Fondazione Mo Ibrahim ai capi di Stato/di governo africani che hanno saputo guidare meglio lo sviluppo del proprio paese sotto l'aspetto della sanità, della sicurezza, della scolarizzazione e dello sviluppo economico.
Il premio è assegnato ai capi di stato che hanno già servito il loro Paese per almeno tre anni a seguito di elezioni democratiche e che sono diventati un punto di riferimento per il loro paese e per l'Africa per le loro doti di buon governo.
Il riconoscimento è stato fondato da Mo Ibrahim, un uomo d'affari nato in Sudan nel 1946. Secondo quanto ha affermato lo stesso fondatore del riconoscimento, «Il buongoverno è fondamentale».
Il premio consiste in un assegno di 5 milioni di dollari. Alla somma va aggiunto un vitalizio di 200.000 dollari l'anno, pertanto il Mo Ibrahim può essere considerato il più ricco premio del mondo, superando anche il premio Nobel per la pace (1,3 milioni di dollari una tantum).
L'istituzione del premio è stata salutata con favore da grandi personalità mondiali, tra cui l'ex presidente degli USA Bill Clinton, l'ex segretario generale dell'ONU Kofi Annan, e l'ex presidente del Sudafrica Nelson Mandela.

## Premiati
La prima assegnazione del premio è avvenuta nel 2007.
| Anno | Premiati                        | Nazionalità | Motivazione |
| ---- | ------------------------------- | ----------- | --- |
| 2007 | Joaquim Chissano                | Mozambico   | Per "il suo ruolo nel portare il Mozambico dalla guerra alla pace e alla democrazia". |
| 2008 | Festus Mogae                    | Botswana    | "La straordinaria leadership del presidente Mogae ha assicurato al Botswana un periodo di stabilità e prosperità, riuscendo a superare una pandemia HIV/AIDS che minacciava il futuro del suo paese e del suo popolo". |
| 2011 | Pedro de Verona Rodrigues Pires | Capo Verde  | Per aver "trasformato la piccola isola in un modello di democrazia, stabilità e prosperità" |